# 모니카 레이먼드
모니카 레이먼드(Monica Raymund, 1986년 7월 26일 ~ )는 미국의 배우이다.

## 출연 작품

### 영화
- 시크릿 (2012)
- 브라민 불스 (2013, Brahmin Bulls)

### 텔레비전
- 라이 투 미 (2009-11)
- 시카고 파이어 (2012-19)